# Gamasiphis plenosetosus
Gamasiphis plenosetosus är en spindeldjursart som beskrevs av Wolfgang Karg 1994. Gamasiphis plenosetosus ingår i släktet Gamasiphis och familjen Ologamasidae. Inga underarter finns listade i Catalogue of Life.